# غابرييلا شاليف
غابرييلا شاليف (بالعبرية: גבריאלה שלו‏) (19 أغسطس، 1941) هي مشرعة إسرائيلية، وكانت سفيرة لإسرائيل في الأمم المتحدة. نقل عنها قولها أن إسرائيل هي أكثر دول العالم انعزالًا. أثناء مناقشة تقرير بعثة الأمم المتحدة لتقصي الحقائق في حرب غزة في الجمعية العامة للأمم المتحدة، وصفت غابرييلا بأنها «بعثة تقصي حقائق غير شريفة».